# Belmont (Gers)
Belmont település Franciaországban, Gers megyében. Lakosainak száma 150 fő (2022. január 1.). Belmont Castillon-Debats, Cazaux-d’Anglès, Lupiac, Préneron, Roquebrune és Tudelle községekkel határos.

## Népesség
A település népességének változása:
| Lakosok száma | 246  | 191  | 165  | 150  | 152  | 151  | 150  | 150  | 151  | 150  |
|               | 1968 | 1982 | 1990 | 2006 | 2013 | 2015 | 2017 | 2019 | 2020 | 2022 |